# Operatives System
Operative Systeme bezeichnet eine Gruppe von Anwendungssystemen in der Wirtschaftsinformatik.

## Operative Systeme als Anwendungssysteme
Operative Systeme setzen sich einerseits aus prozessorientierten Administrationssystemen und andererseits aus entscheidungsorientierten Dispositionssystemen zusammen. Gegenteil zu den Operativen Systemen bilden die Planungs- und Kontrollsysteme.
Ziel der operativen Systeme ist es, zur Rationalisierung und Effizienz von Arbeitsabläufen und Entscheidungsprozessen beizutragen. Dies führt letztendlich zu einer Schonung der (knappen) Ressourcen der Organisation, die das operative System verwendet.

## Operative Systeme innerhalb einer Organisationshierarchie
Operative Systeme spielen innerhalb von Unternehmen vor allem auf einer operativen Ebene eine Rolle. Dort übernehmen sie unterschiedliche Aufgaben in denselben Bereichen wie die Planungs- und Kontrollsysteme, welche sich grob in die Funktionen Finanzwesen, Rechnungswesen, Gebäudemanagement und Personalwesen unterteilen lassen. Letztlich ist ein deutlicher Unterschied zu den Planungs- und Kontrollsystemen, dass operative Systeme nur bei Routine-Prozessen eine Rolle spielen, während die Prozesse, mit denen sich Planungs- und Kontrollsysteme befassen, relativ spezifisch sind.